# 銭能訓
銭 能訓（せん のうくん、1870年〈同治9年〉 - 1924年〈民国13年〉6月5日）は清末民初の政治家。北京政府において国務総理に就任した。字は幹丞。

## 事跡
1898年（光緒24年）、戊戌科第二甲第18位進士となる。以後、中央・各地方で職歴を重ね、1903年（光緒29年）、監察御丞に昇進した。1904年（光緒30年）より巡警部尚書兼民政部尚書徐世昌の属僚となる。1907年（光緒33年）に徐が東三省総督になると、銭能訓もこれに従って東三省に赴任した。
1910年（宣統2年）、軍機大臣となった徐の推薦により、銭は陝西布政使となる。さらに護理陝西巡撫（護理とは、下位の者が上位の職務を代行すること）となった。辛亥革命が陝西省でも勃発すると、銭はこれを鎮圧できず、革命派に捕虜とされた。その際に、銭は拳銃自殺を図って果たせず、北京へ逃亡した。
中華民国でも、銭能訓は、徐世昌との関係から袁世凱に重用された。1913年（民国2年）10月、熊希齢内閣の内務部次長に就任する。1914年（民国3年）4月、蒙古・西蔵・青海三省区の約法会議議員に選出された。同年5月、国務卿兼礼制館総裁に就任した徐を補佐する形で、政事堂右丞兼礼制館副総裁に就任した。1915年（民国4年）10月、署理平政院院長兼文官高等懲戒委員会委員長（翌年4月、正式に平政院院長に就任）に任命された。
1917年（民国6年）12月、王士珍内閣で銭能訓は内務総長に任命された。1918年（民国7年）2月、王が辞任すると、3日間だけではあるが代理国務総理をつとめた。その後、3月の段祺瑞内閣でも内務総長に再任される。10月、徐世昌が大総統に任命されると、銭は再び代理国務総理となる。12月、正式に国務総理（翌年1月、内務総長を兼任）に任命された。
しかし銭能訓は、安徽派・直隷派間の対立により、独自の指導力を発揮することは出来なかった。最後は五四運動発生の責任をとらされる形で、就任からわずか半年後の1919年（民国8年）6月に国務総理を罷免された。その後、蘇浙太湖水利工程督弁、外交部顧問を歴任している。
1924年（民国13年）6月5日、京都（現：北京）で病没。享年55。